# Sever (Santa Marta de Penaguião)
Sever es una freguesia portuguesa del concelho de Santa Marta de Penaguião, con 6,14 km² de superficie y 951 habitantes (2001). Su densidad de población es de 154,9 hab/km².